# Neoechinorhynchus
Neoechinorhynchus, rod parazitskih crva bodljikave glave iz porodice Neoechinorhynchidae, red Neoechinorhynchida, razred Eoacanthocephala. Obuhvaća 75 vrsta: 
- Neoechinorhynchus acanthuri Farooqi, 1980,
- Neoechinorhynchus afghanus Moravec and Amin, 1978,
- Neoechinorhynchus africanus Troncy, 1970,
- Neoechinorhynchus agilis (Rudolphi, 1819),
- Neoechinorhynchus aldrichettae Edmonds, 1971,
- Neoechinorhynchus armenicus Mikailov, 1975,
- Neoechinorhynchus australis Van Cleave, 1931,
- Neoechinorhynchus bangoni Tripathi, 1959,
- Neoechinorhynchus buttnerae Golvan, 1956,
- Neoechinorhynchus carassii Roytmann, 1961,
- Neoechinorhynchus carpiodi Dechtiar, 1968,
- Neoechinorhynchus chelonos Schmidt, Esch, and Gibbons, 1970,
- Neoechinorhynchus chilkaense Podder, 1937,
- Neoechinorhynchus chrysemydis Cable and Hopp, 1954,
- Neoechinorhynchus cirrhinae Gupta and Jain, 1979,
- Neoechinorhynchus coiliae Yamaguti, 1939,
- Neoechinorhynchus constrictus Little and Hopkins, 1968,
- Neoechinorhynchus crassus Van Cleave, 1919,
- Neoechinorhynchus cristatus Lynch, 1936,
- Neoechinorhynchus curemai Noronha, 1973,
- Neoechinorhynchus cyanophyctis Kaw, 1951,
- Neoechinorhynchus cylindratus (Van Cleave, 1913),
- Neoechinorhynchus devdevi (Datta, 1936),
- Neoechinorhynchus distractus Van Cleave, 1949,
- Neoechinorhynchus doryphorus Van Cleqve and Bangham, 1949,
- Neoechinorhynchus elongatum Tripathi, 1959,
- Neoechinorhynchus emydis (Leidy, 1851),
- Neoechinorhynchus emyditoides Fisher, 1960,
- Neoechinorhynchus formosanus (Harada, 1938),
- Neoechinorhynchus golvani Salgado-maldonado, 1978,
- Neoechinorhynchus hutchinsoni Datta, 1936,
- Neoechinorhynchus ichthyobori Saoud, El-naffar, Abu-sinna, 1974,
- Neoechinorhynchus johnii Yamaguti, 1939,
- Neoechinorhynchus karachiensis Bilgees, 1972,
- Neoechinorhynchus limi Muzzall and Buckner, 1982,
- Neoechinorhynchus logilemniscus Yamaguti, 1954,
- Neoechinorhynchus longissimus Farooqi, 1980,
- Neoechinorhynchus macronucleatus Machado, 1954,
- Neoechinorhynchus magnapapillatus Johnson, 1969,
- Neoechinorhynchus magnus Southwell and Macfie, 1925,
- Neoechinorhynchus manasbalensis Kaw, 1951,
- Neoechinorhynchus nematalosi Tripathi, 1959,
- Neoechinorhynchus nigeriensis Farooqi, 1981,
- Neoechinorhynchus notemigoni Dechtiar, 1967,
- Neoechinorhynchus octonucleatus Tubangui, 1933,
- Neoechinorhynchus oreini Fotedar, 1968,
- Neoechinorhynchus ovale Tripathi, 1959,
- Neoechinorhynchus paraguayensis Machado, 1959,
- Neoechinorhynchus paucihamatum (Leidy, 1890),
- Neoechinorhynchus prochilodorum Nickol and Thatcher, 1971,
- Neoechinorhynchus prolixoides Bullock, 1963,
- Neoechinorhynchus prolixus Van Cleave and Timmons, 1952,
- Neoechinorhynchus pseudemydis Cable and Hopp, 1954,
- Neoechinorhynchus pterodoridis Thatcher, 1981,
- Neoechinorhynchus pungitius Dechtiar, 1971,
- Neoechinorhynchus quinghaiensis Liu, Wang, and Yang, 1981,
- Neoechinorhynchus rigidus (Van Cleave, 1928),
- Neoechinorhynchus roonwali Datta and Soota, 1963,
- Neoechinorhynchus roseum Salgado and Maldonado, 1978,
- Neoechinorhynchus rutili (Mueller, 1780),
- Neoechinorhynchus saginatus Van Cleave and Bangham, 1949,
- Neoechinorhynchus salmonis Ching, 1984,
- Neoechinorhynchus satori Morisita, 1937,
- Neoechinorhynchus simansularis Roytman, 1961,
- Neoechinorhynchus strigosus Van Cleave, 1949,
- Neoechinorhynchus stunkardi Cable and Fisher, 1961,
- Neoechinorhynchus tenellus (Van Cleave, 1913),
- Neoechinorhynchus topseyi Podder, 1937,
- Neoechinorhynchus tsintaoense Morisita, 1937,
- Neoechinorhynchus tumidus Van Cleave and Bangham, 1949,
- Neoechinorhynchus tylosuri Yamaguti, 1939,
- Neoechinorhynchus venustus Lynch, 1936,
- Neoechinorhynchus wuyiensis Wang, 1981,
- Neoechinorhynchus yalei (Datta, 1936),
- Neoechinorhynchus zacconis Yamaguti, 1935